# Пейслі (Флорида)
Пейслі (англ. Paisley) — переписна місцевість (CDP) в США, в окрузі Лейк штату Флорида. Населення — 980 осіб (2020).

## Географія
Пейслі розташоване за координатами 28°58′47″ пн. ш. 81°32′10″ зх. д. / 28.97972° пн. ш. 81.53611° зх. д. (28.979680, -81.536223).  За даними Бюро перепису населення США в 2010 році переписна місцевість мала площу 8,70 км², з яких 8,12 км² — суходіл та 0,58 км² — водойми.

## Демографія
Згідно з переписом 2010 року, у переписній місцевості мешкало 818 осіб у 341 домогосподарстві у складі 222 родин. Густота населення становила 94 особи/км².  Було 417 помешкань (48/км²).
Расовий склад населення:
| - 95,1 % — білих - 1,2 % — корінних американців - 0,4 % — чорних або афроамериканців - 1,7 % — осіб інших рас |

До двох чи більше рас належало 1,6 %. Частка іспаномовних становила 3,5 % від усіх жителів.
За віковим діапазоном населення розподілялося таким чином: 21,0 % — особи молодші 18 років, 62,7 % — особи у віці 18—64 років, 16,3 % — особи у віці 65 років та старші. Медіана віку мешканця становила 45,1 року. На 100 осіб жіночої статі у переписній місцевості припадало 106,6 чоловіків;  на 100 жінок у віці від 18 років та старших — 102,5 чоловіків також старших 18 років.
За межею бідності перебувало 56,1 % осіб, у тому числі 76,2 % дітей у віці до 18 років та 22,5 % осіб у віці 65 років та старших.
Цивільне працевлаштоване населення становило 353 особи. Основні галузі зайнятості: виробництво — 23,5 %, освіта, охорона здоров'я та соціальна допомога — 22,1 %, мистецтво, розваги та відпочинок — 13,6 %, будівництво — 10,2 %.